# Allocosa floridiana
Allocosa floridiana este o specie de păianjeni din genul Allocosa, familia Lycosidae. A fost descrisă pentru prima dată de Chamberlin, 1908. Conform Catalogue of Life specia Allocosa floridiana nu are subspecii cunoscute.